# Pachydissus rugosicollis
Pachydissus rugosicollis là một loài bọ cánh cứng trong họ Cerambycidae.